# Jean-Marie Moreau
Jean-Marie Moreau est un auteur et compositeur de chansons, également producteur, réalisateur, directeur artistique, journaliste et écrivain français né à Chinon le 28 décembre 1948 et mort le 29 octobre 2020 à Marçay.
Il est notamment connu pour être la plume de nombreux succès de François Feldman, son ami.
Il a été président du conseil d'administration de la SACEM en 2018 et 2019.

## Biographie
Né à Chinon le 28 décembre 1948, Jean-Marie Moreau grandit dans une famille de musiciens, sa mère étant violoniste concertiste et professeure de musique.
Diplômé d'une maîtrise en lettres modernes de la faculté des lettres de Tours, il commence sa carrière comme journaliste pour le mensuel Salut Les copains. Il se tournera par la suite vers l'écriture de chansons.
En 1978, Laurent Rossi chante un de ses premiers succès L'amour est dans l'air, adaptation française du tube international Love is in the air. Il collaborera ensuite avec de grands noms comme Julie Pietri sur le tube de l'été 1979 Magdalena, ou encore Diane Tell, Alain Delon, Mireille Mathieu, etc.
Mais c'est avec son ami François Feldman qu'il connaitra ses plus grands succès dont Valses de Vienne, Slave, Le mal de toi, Je te retrouverai, Petit Franck, C'est toi qui m'as fait ou J'ai peur. En 1991, il mettra en scène le spectacle de son ami Magic Boul'vard au Palais omnisports de Paris-Bercy.
À noter également les titres On écrit sur les murs produit en collaboration avec Romano Musumarra pour Demis Roussos, ou encore Femme sous influence de Sylvie Vartan.

### Défense des droits d'auteur
Il adhère à la Sacem le 7 janvier 1975. D'abord en tant qu'auteur puis en tant que compositeur trois ans plus tard. Il devient sociétaire définitif le 23 avril 1987.
Il a été président du Syndicat National des Auteurs et Compositeurs entre 2007 et 2011. 
Plusieurs fois élu au conseil d'administration de la SACEM depuis 2003, il occupera le poste de président du conseil d'administration en 2018 et 2019.
Il était également une figure importante du Conseil International des Créateurs de Musique.

## Œuvres

### Chansons
- François Feldman [9] :
  - 1988 : Le Mal De Toi certifié  Argent (SNEP) | ventes certifiées : 200 000 en  France : 
  - 1988 : Slave certifié  Argent (SNEP) | ventes certifiées :  France : 250 000 en  France : 
  - 1989 : Les Valses de Vienne certifié  Or (SNEP) | ventes certifiées :  France : 400 000 en  France : 
  - 1990 : C'est toi qui m'as fait certifié  Argent (SNEP) | ventes certifiées :  France : 200 000 en  France :
- Demis Roussos [10] :
  - 1990 : On écrit sur les murs certifié  Or (SNEP) | ventes certifiées :  France : 250 000 en  France :

### Comédies musicales
- Les amours de Mozart en 2004, avec notamment Amaury Vassili
- Les voyages de Jules Verne, en 2008

## Distinctions
- Prix Vincent-Scotto, 1990[4]
- Chevalier de l’Ordre des Arts et des Lettres, en 2015[11]